# NGC 1152
NGC 1152 é uma galáxia lenticular (S0) localizada na direcção da constelação de Eridanus. Possui uma declinação de -07° 45' 35" e uma ascensão recta de 2 horas, 57 minutos e 33,6 segundos.
A galáxia NGC 1152 foi descoberta em 10 de Novembro de 1885 por Lewis A. Swift.